# Masacre de Trujillo (Venezuela)
La Masacre de Trujillo consistió en el asesinato de once miembros de una familia que fueron ejecutados mientras compartían en el interior de una residencia, en el municipio Santa Isabel, estado Trujillo, Venezuela el 28 de mayo de 2016.

## Sucesos
De acuerdo a vecinos, en el mencionado estado en la población de Santa Isabel se encontraban compartiendo once hombres que jugaban dominó e ingerían licor desde horas tempranas de las siete de la noche, al caer la madrugada del día sábado llegaron más de quince sujetos desconocidos en dos vehículos y varias motos con armas largas y cortas quiénes sometieron a los hombres, los sacaron de la vivienda donde se encontraban y procedieron a ejecutarlos.

## Víctimas
Las víctimas todas eran hombres quienes fueron identificados de la siguiente forma:
- Yerrinzon Díaz Aranda (26)
- Anival Enrrique Batista Azuaje (17)
- Anival Enrrique Batista Rivero (36)
- Yohandri José Azuaje Terán (15)
- Yovanis Antonio Azuaje Castellanos (33)
- Jean Carlos Azuaje Bastidas (27)
- Harrinson Serrano Serrano (16)
- Clodoveo Antonio Montaña Azuaje (43)
- Alberto Díaz Patiño (76)
- Rogelio Antonio Azuaje (55)
- Daniel Antonio Simancas Hernández (18)

## Investigaciones
El Ministerio Público consternado comisionó a dos fiscalías para la investigación y esclarecimiento de este hecho, quedando responsables del caso los fiscales 19º nacional Daniel D’ Andrea y 3º encargado del estado Trujillo José Luis Molina Gil.